# Энен-Бомон (кантон)
Энен-Бомон (фр. Hénin-Beaumont) — упраздненный кантон во Франции, регион Нор-Па-де-Кале, департамент Па-де-Кале. Входил в состав округа Ланс.
В состав кантона входили коммуны (население по данным Национального института статистики за 2009 г.):
- Нуайель-Годо (5 153 чел.)
- Энен-Бомон (16 079 чел.) (частично)

## Политика
На президентских выборах 2012 г. жители кантона отдали в 1-м туре Марин Ле Пен 34,7 % голосов против 26,7 % у Франсуа Олланда и 16,2 % у Николя Саркози, во 2-м туре в кантоне победил Олланд, получивший 58,0 % голосов (2007 г. 1 тур: Сеголен Руаяль — 25,2 %; Саркози — 24,1 %. 2 тур: Руаяль — 52,8 %). На выборах в Национальное собрание в 2012 г. по 11-му избирательному округу департамента Па-де-Кале они поддержали кандидата Национального фронта Марин Ле Пен, набравшую 48,2 % голосов в 1-м туре и 55,1 % — во 2-м туре. (2007 г. 14-й округ. 1-й тур: Марин Ле Пен (НФ) — 26,0 %, 2-й тур: Альбер Факон (СП) — 54,7 %). На региональных выборах 2010 года в 1-м туре победил список Национального фронта, собравший 36,8 % голосов против 26,4 % у социалистов, 8,5 % у коммунистов и 8,2 % у списка «правых». Во 2-м туре единый «левый список» с участием социалистов, коммунистов и «зелёных» во главе с Президентом регионального совета Нор-Па-де-Кале Даниэлем Першероном получил 45,7 % голосов, Национальный фронт Марин Ле Пен занял второе место с 42,5 %, а «правый» список во главе с сенатором Валери Летар с 11,8 % финишировал третьим.
|  | Кандидат       | Партия                   | % голосов |
|  | -------------- | ------------------------ | --------- |
|  | Жан Урбаньяк   | Демократическое движение | 53,39     |
|  | Анник Жентьи   | Социалистическая партия  | 28,93     |
|  | Брижитт Дешамп | Национальный фронт       | 17,68     |